# Coma White
Coma White è una canzone della band dei Marilyn Manson del 1999, ultima traccia dell'album Mechanical Animals. Nonostante sia stata pubblicata come singolo solamente promozionale, ne è stato realizzato un videoclip, proprio mentre i problemi e le accuse legati alla tragedia delle Columbine colpivano la band, e questo videoclip è stato un assaggio dei temi dell'album successivo, Holy Wood. Il videoclip creò non poche controversie e divenne uno dei più richiesti su MTV. È una delle canzone preferite dai fan del gruppo, nonché uno dei brani meglio accolti dalla critica, nell'album più acclamato di sempre nella storia della band.
Di Coma White esiste anche una cover, realizzata dalla band degli Apoptygma Berzerk, la cui sola somiglianza con l'originale sono i testi.

## Descrizione
Parlando di Coma White e di Great Big White World, Marilyn Manson spiega al Los Angeles Times: "Il colore bianco ricorre molto e rappresenta per me la confusione che ho avuto, la quale si manifesta poi con l'uso di droghe in tutte le persone che vogliono succhiarti via la vita quando diventi una pop star".
La canzone parla di "una donna che Manson ha amato, e che ora compara alla droga, tanto da non capire più di chi è innamorato".
Nonostante i piani originali di Manson e della Interscope Records, sua casa discografica, volessero Coma White come il quarto ed ultimo singolo estratto dall'album Mechanical Animals, la sua pubblicazione — inclusa la distribuzione alle radio — slittò a causa della controversia nata a seguito della morte improvvisa di JFK Jr., fatto che coinvolse soprattutto il video. La fabbricazione dei singoli era in corso quando la data di pubblicazione venne spostata; tutte le copie fino ad allora prodotte vennero distrutte e quelle nuove furono prodotte con la copertina bianca.
Attualmente, la canzone è disponibile anche nella versione giapponese del best Lest We Forget, uscito nel 2004.

## Il videoclip
Il video della canzone fu fonte di una controversia dovuta al fatto che in esso è presente una reinterpretazione dell'assassinio di John Kennedy del 1963. Manson e Rose McGowan, che ai tempi era la sua fidanzata, interpretano nel video, rispettivamente, JFK e la First Lady Jacqueline Kennedy. Il debutto del video avvenne sul sito ufficiale della band, MarilynManson.com, e fu rimandato ben due volte fino a metà settembre, a causa del massacro della Columbine High School, oltre che della morte di Kennedy.
Il videoclip non contiene sangue, perché, dice il regista Samuel Bayer, "Non lo ritenevamo adatto per inscenare l'assassinio". Un recensore canadese disse che il video, che ci si aspettava avrebbe scioccato, era "più una fellinesca marcia della morte che una blasfema riscrittura della storia, e ciò crea una certa commozione".
Nel video compare anche l'attore Matthew McGrory, affetto dal gigantismo e scomparso nel 2005.

### Controversie
L'uscita del video fu ostacolata da due importanti eventi: il massacro della Columbine High School e la morte di JFK Jr.
Secondo una dichiarazione rilasciata dal suo addetto stampa, Manson disse che il video utilizzò l'assassinio di Kennedy "come una metafora per il culto e l'ossessione dell'America per la violenza. La mia provocazione vuole far riflettere la gente, facendole pensare a come vede e, talvolta, partecipa a certi eventi". Inoltre, il video "non vuole essere in nessun modo una parodia, ma un omaggio a uomini come Gesù e lo stesso John Kennedy, morti per mano della perenne sete di violenza dell'uomo".
Disse che, mentre girava il video, "non pensavo che sarebbero successe le tragedie della Columbine High School e la morte di Kennedy. Ma volevo lanciare un messaggio ai media, che si cibano svergognatamente di questi eventi ed ho girato un videoclip che si è poi rivelato più vero di quanto avrei mai immaginato".
A Total Request Live presenziò Carson Daly per leggere l'asserzione relativa al videoclip prima che debuttasse ufficialmente su MTV; dopodiché l'emittente televisiva pubblicizzò la "trovata" di Manson sul suo sito ufficiale e lo trasmise numerosissime volte, poiché il video di Coma White divenne uno tra i più richiesti dagli utenti. La famiglia Kennedy rifiutò di commentare il video.

## Tracce
US Promo
1. "Coma White" (Radio Edit) – 4:19